# Micești
Micești è un comune della Romania di 4 377 abitanti, ubicato nel distretto di Argeș, nella regione storica della Muntenia.
Il comune è formato dall'unione di 4 villaggi: Branzari, Micești, Păuleasca, Purcăreni.
Il monumento più significativo del comune è la chiesa dedicata ai SS. Giorgio e Nicola, costruita alla fine del XVIII secolo.
A Micești è nato il 18 ottobre 1864 Samuele Goldschmied, figlio di Ignazio Goldschmied e Anna Moeller; coniugato con Gilda Gentilomo egli fu arrestato a Conegliano (Treviso) il 06/10/1944 e deportato nel campo di sterminio di Auschwitz (convoglio n. 39T, TRIESTE Risiera San Sabba campo 18/10/1944). Non è sopravvissuto alla Shoah.